# Уральская экспедиция Д. И. Менделеева
Ура́льская экспеди́ция — научно-исследовательская и инспекционная экспедиция, инициированная Д. И. Менделеевым с целью изучения уральской металлургической, горнодобывающей и лесной промышленности, прогнозирования развития края, а также для разработки рекомендательных мер по преодолению монополизма и отсталости экономики и промышленности Урала.
Комиссия по изучению кризисного состояния уральской промышленности под руководством Д. И. Менделеева провела экспедицию в производственных и горнодобывающих центрах Урала летом 1899 года. В работе экспедиции принимали участие профессор Петербургского университета П. А. Земятченский, помощник начальника научно-технической лаборатории Морского министерства С. П. Вуколов, а также представители Главной палаты мер и весов, Министерства государственных имуществ, Постоянной совещательной конторы железнозаводчиков и других учреждений.

## Подготовка к экспедиции
Говоря о «третьей службе Родине», Дмитрий Иванович придавал особое значение этому мероприятию, и работам, подводившим итог экспедиции. Учёный долго и тщательно готовился к ней. 10 марта 1899 года он составил докладную записку к совещанию при Министерстве финансов, назначенному на 18 марта, и посвящённому переустройству уральских казённых горных заводов. Записка содержала обращение к товарищу министра финансов В. Н. Коковцеву, в котором Д. И. Менделеев предлагал несколько рекомендаций по данному вопросу. В числе основных мер он указывал на необходимость передачи Военному и Морскому министерству казённых заводов, которые в наибольшей степени должны соответствовать интересам обороны государства. Остальные казённые горные заводы, по мнению Д. И. Менделеева, должны быть постепенно переданы в частные руки для обеспечения конкуренции, увеличения производительности и снижения цен, а находящиеся во владении казны руды и леса, должны приносить доход. В своём послании учёный обратил внимание на одну из причин, препятствующих развитию Урала, и кроющуюся в том «что там действуют почти нацело одни крупные предприниматели, всё и вся захватившие для себя одних». Пути преодоления сложившегося монополизма он видел в том, что «сверх крупных, много мелких предприятий» должны получить поддержку для своего развития. Д. И. Менделеев призывал ускорить строительство сети железных дорог, которые будут способствовать росту производства. Эти и другие рекомендации были высказаны им задолго до Уральской экспедиции.
14 мая 1899 года директор Департамента промышленности и торговли В. И. Ковалевский обратился письмом к Д. И. Менделееву с просьбой взять на себя руководство Комиссией по изучению кризисного состояния уральской промышленности. 19 мая экспедиция была согласована министром финансов С. Ю. Витте, руководство было поручено Менделееву, в состав также вошли заведующий кафедрой минералогии Петербургского университета профессор П. А. Земятченский, специалист по железным рудам; помощник начальника научно-технической лаборатории Морского министерства химик С. П. Вуколов и К. Н. Егоров, младший инспектор Главной палаты мер и весов. Официальное подтверждение согласования экспедиции Менделеев получил от Ковалевского 26 мая.
В конце мая — начале июня 1899 года Менделеев готовился к экспедиции, собирая материалы о состоянии уральской промышленности. Менделеев обратился с письмами к нескольким владельцам частных заводов Урала с просьбой «содействовать изучению положения железного дела». Ответные письма с приглашениями посетить предприятия были получены от владельцев и управляющих Верх-Исетского, Юго-Камского, Тирляндского, Белорецкого, Кизеловского и других заводов. От С. С. Абамелек-Лазарева было получено письмо с обстоятельным описанием горнозаводской промышленности Урала. Также в рамках подготовки к экспедиции Менделеев произвёл предварительные расчёты объёмов производства чугуна и железа, обсудил с помощниками детали поездки — были разработаны 3 экспедиционных маршрута, охватывавшие 25 предприятий. Уже на этапе подготовки Менделеев предположил основные причины застоя промышленности Урала, среди которых выделил чрезмерное сосредоточение земли в одних руках, использование владельцами только своего леса, неразвитость путей сообщения, а также недостаток предприимчивости у владельцев.
Несмотря на недомогание, Менделеев не отказался от поездки. 8 июня он поездом выехал из Петербурга, проехав Москву, где к нему присоединились Вуколов и Егоров, и Нижний Новгород, 18 июня прибыл в Пермь. В Перми Менделеев с помощниками провели несколько встреч с заводчиками и госслужащими, а 19 июня выехали в Кизел.

## Сотрудники и маршруты
Личные маршруты исследователей, вошедших в состав Уральской экспедиции были различными, что определялось задачами, которые им предстояло решить. Вуколову и Егорову Менделеев поручил «осмотр многих уральских заводов и производство полных магнитных измерений» для выявления аномалий, сопровождающих наличие железной руды. Егорову также поручалось изучение Экибастузского месторождения каменного угля, считавшегося Д. И. Менделеевым очень важным в деле развития уральской металлургической промышленности. В числе сопровождавших экспедицию был также представитель Министерства государственных имуществ Н. А. Саларев и секретарь Постоянной совещательной конторы железнозаводчиков В. В. Мамонтов.
Сам Менделеев из Перми следовал по маршруту Кизел — Чусовая — Кушва — гора Благодать — Нижний Тагил — гора Высокая — Екатеринбург — Тюмень, откуда пароходом — в Тобольск. Из Тобольска вновь пароходом — в Тюмень и далее: Екатеринбург — Билимбай — Екатеринбург — Верхний Уфалей — Кыштым. После Кыштыма у Д. И. Менделеева возобновилась старая болезнь — «идёт горлом кровь», он сделал остановку в Златоусте, где надеялся отдохнуть и «вновь пуститься на заводы», однако улучшения состояния не последовало, и он через Уфу и Самару вернулся в Боблово. Тем не менее, Д. И. Менделеев отметил, что ещё в Екатеринбурге он получил достаточно хорошее представление о состоянии дел в железной промышленности Урала.

## Результаты и выводы
В своём отчёте — докладной записке С. Ю. Витте — Д. И. Менделеев называет основные причины медленного развития металлургии и указывает меры преодоления такого положения дел. Подъёму на должный уровень промышленности Урала учёный придавал особое значение: «Воздействие России на весь запад Сибири и на степной центр Азии может и должно совершаться при посредстве Уральского края».
Основную причину стагнации промышленности Урала Д. И. Менделеев видел в социально-экономической архаике, царившей там, монополизме казны и крупных заводовладельцев, пережитках посессионного права, а также изолированности территории Урала от рынков центральной части страны: «…Необходимо с особой настойчивостью закончить все остатки помещичьего отношения, ещё существующего всюду на Урале в виде крестьян, приписанных к заводам». Также Менделеев отмечал, что уральская горная администрация чинит помехи развитию малых предприятий, в то время как, по мнению учёного «истинное развитие промышленности немыслимо без свободного соревнования мелких и средних заводчиков с крупными».
Среди возможных мероприятий по исправлению ситуации Менделеев выделял необходимость реформирования земельных отношений и системы управления горнозаводским хозяйством, развитие частной аренды, создание Уральского центра горно-технического образования, переход на использование каменного угля в качестве топлива, а также интенсивное строительство железных дорог.
На Урале получила основание для действенной разработки его идея подземной газификации угля, предложенная им во время поездки в Донбасс в 1888 году, к которой он возвращался неоднократно в следующих статьях и крупных трудах: «Горючие материалы» (1893), «Основы фабрично-заводской промышленности» (1897), «Учение о промышленности» (1900—1901). Менделеев указывал, что "находящиеся под покровительством правительства монополисты тормозят промышленное развитие края, что выражается такими последствиями как «дорогие цены, довольство достигнутым и остановка в развитии». Впоследствии он отметит, что это стоило ему «много труда и неприятностей».
За месяц было осмотрено около 40 горнодобывающих и металлургических предприятий. Уральской экспедицией Д. И. Менделеева было проведена основательная и разносторонняя научно-исследовательская инспекция экономики, геологии и промышленности Урала, даны рекомендации по их развитию. В 1900 году по результатам экспедиции был издан подробный отчёт «Уральская железная промышленность в 1899 году» под общей редакцией Д. И. Менделеева (основная часть, в которой он использовал и свои многолетние наблюдения, была написана самим Менделеевым), в котором были изложены все оценки исследований, проведённых комиссией, и даны квалифицированные рекомендации, касающиеся металлургической и лесной промышленности, транспортных коммуникаций, общих вопросов экономики.
Участие в изучении уральской железной промышленности — один из важнейших этапов деятельности Менделеева-экономиста. В своём труде «К познанию России» он скажет: «В моей жизни мне пришлось принимать участие в судьбе трёх…дел: нефтяного, каменноугольного и железнорудного». Из Уральской экспедиции учёный привёз бесценный материал, использованный им в дальнейшем в трудах «Учение о промышленности» и «К познанию России».